# High-tech-arkitektur
High-tech-arkitektur var en internationell arkitektonisk stilriktning under 1970- och 1980-talen. Namnet härrör från publikationen High Tech: The Industrial Style and Source Book for The Home, skriven 1978 av designjournalisterna Joan Kron och Suzanne Slesin.
Kännetecknade för stilen var användning av högteknologiska byggmaterial, exempelvis mycket glas och stål men även plast. Typiskt för stilen är att från utsidan synliggöra byggnadens bärande strukturer och att låta husets försörjningssystem (installationer, trappor, hissar mm) blir en del av den arkitektoniska gestaltningen. Ett bra exempel på detta är Centre Pompidou i Paris, byggt mellan 1971 och 1977. 

## Internationella exempel

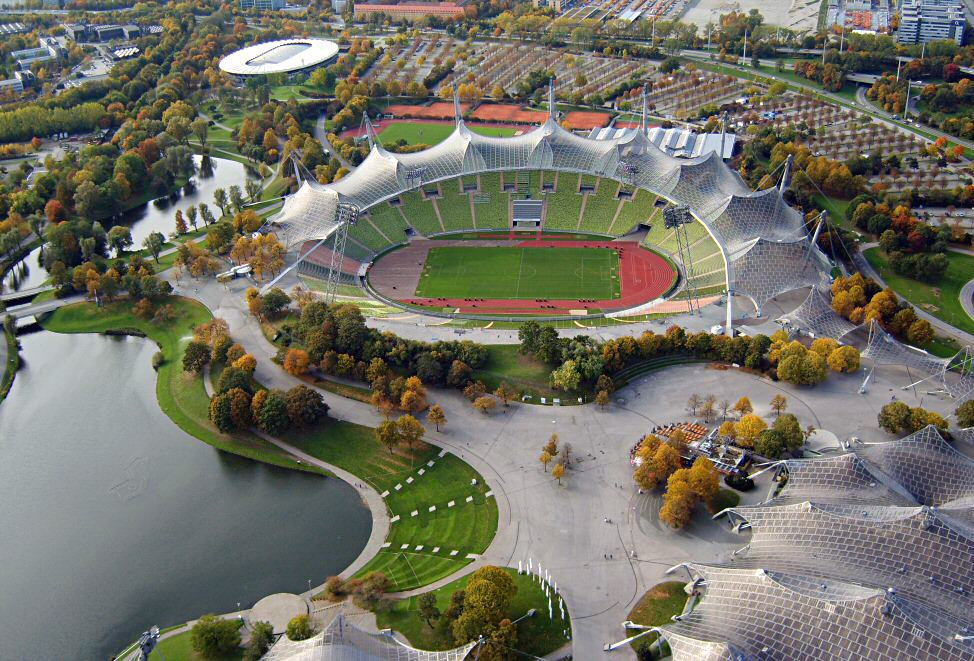
Olympiastadion, München
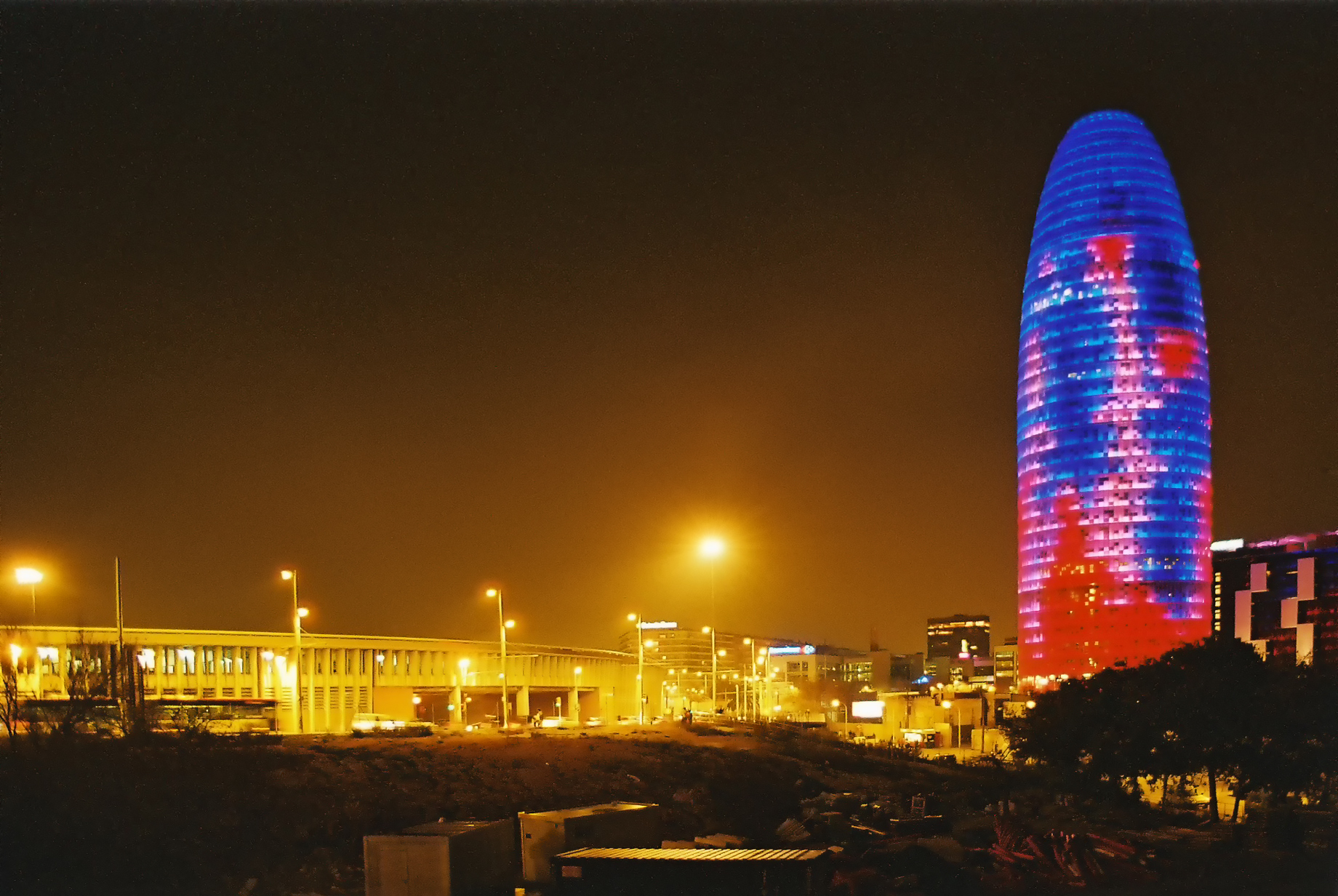
Torre Glòries, Barcelona
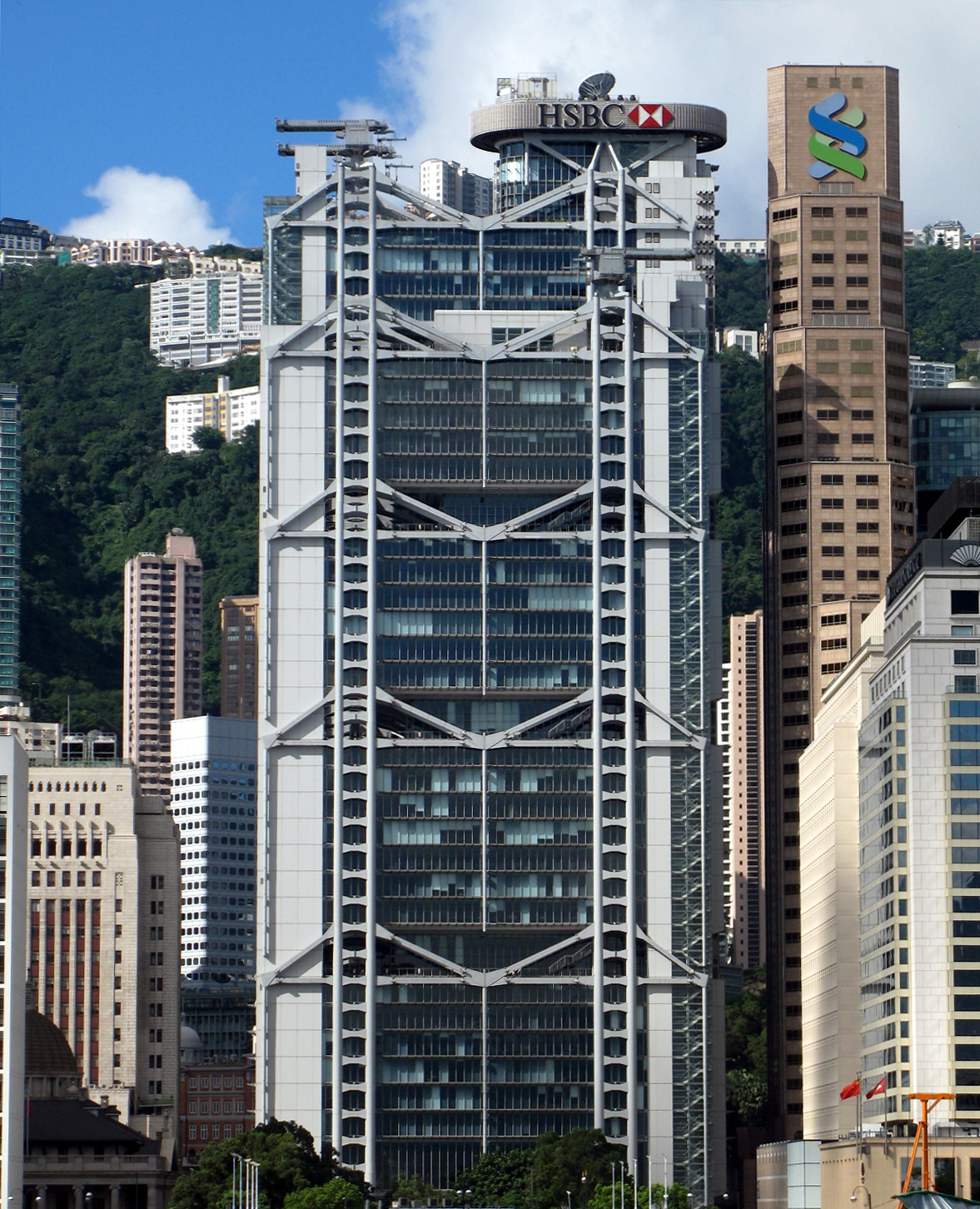
HSBC:s Huvudkontor, Hongkong

## Sverige
I Sverige finns ett fåtal exempel på denna arkitektur, bland annat Canonhuset i Sätra i södra Stockholm (1979), Marievik 15 i Liljeholmen i södra Stockholm (1982) och SAS koncernbyggnad i Frösundavik i Solna kommun (1987).

## Svenska exempel

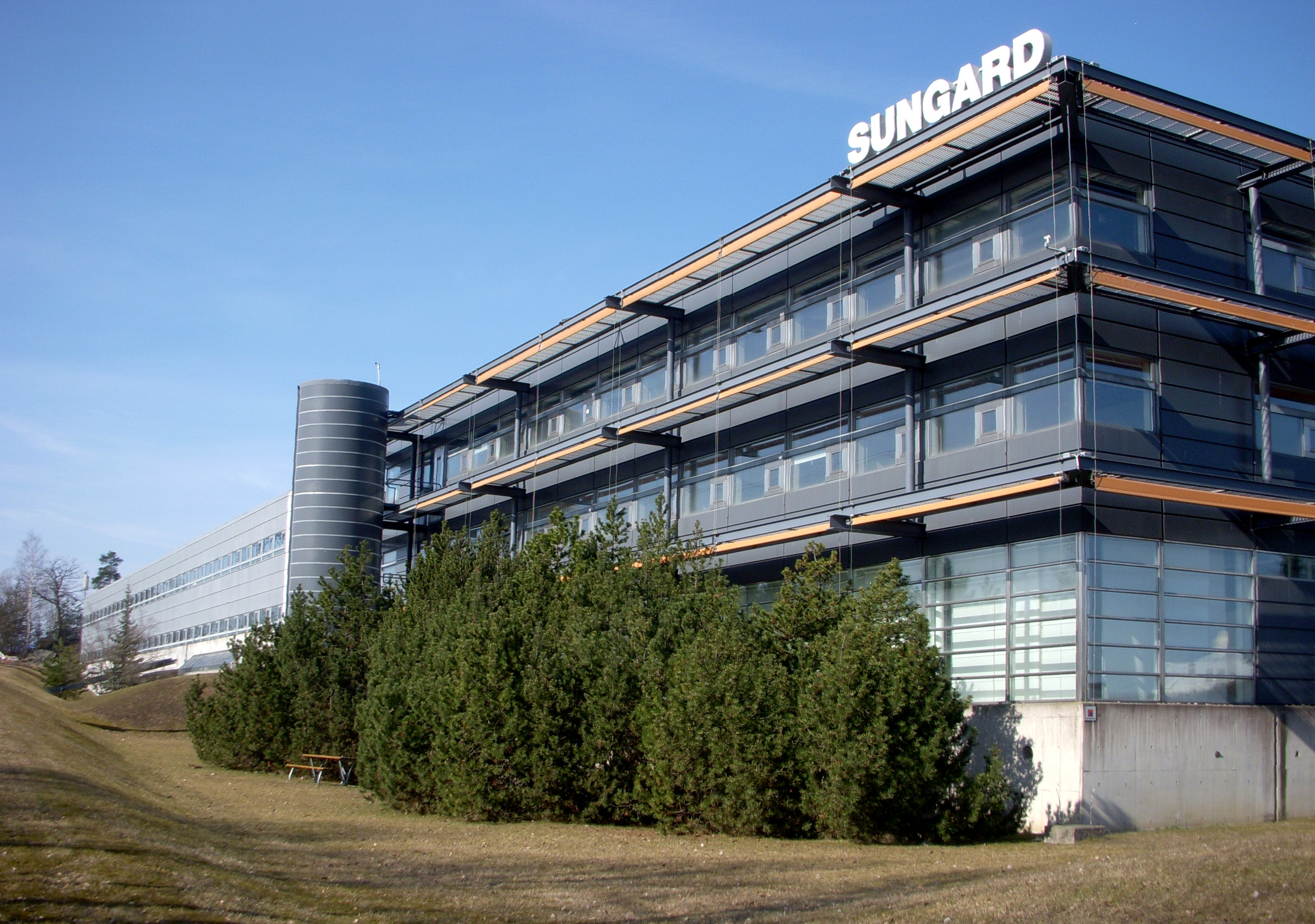
Canonhuset i Sätra, Stockholm
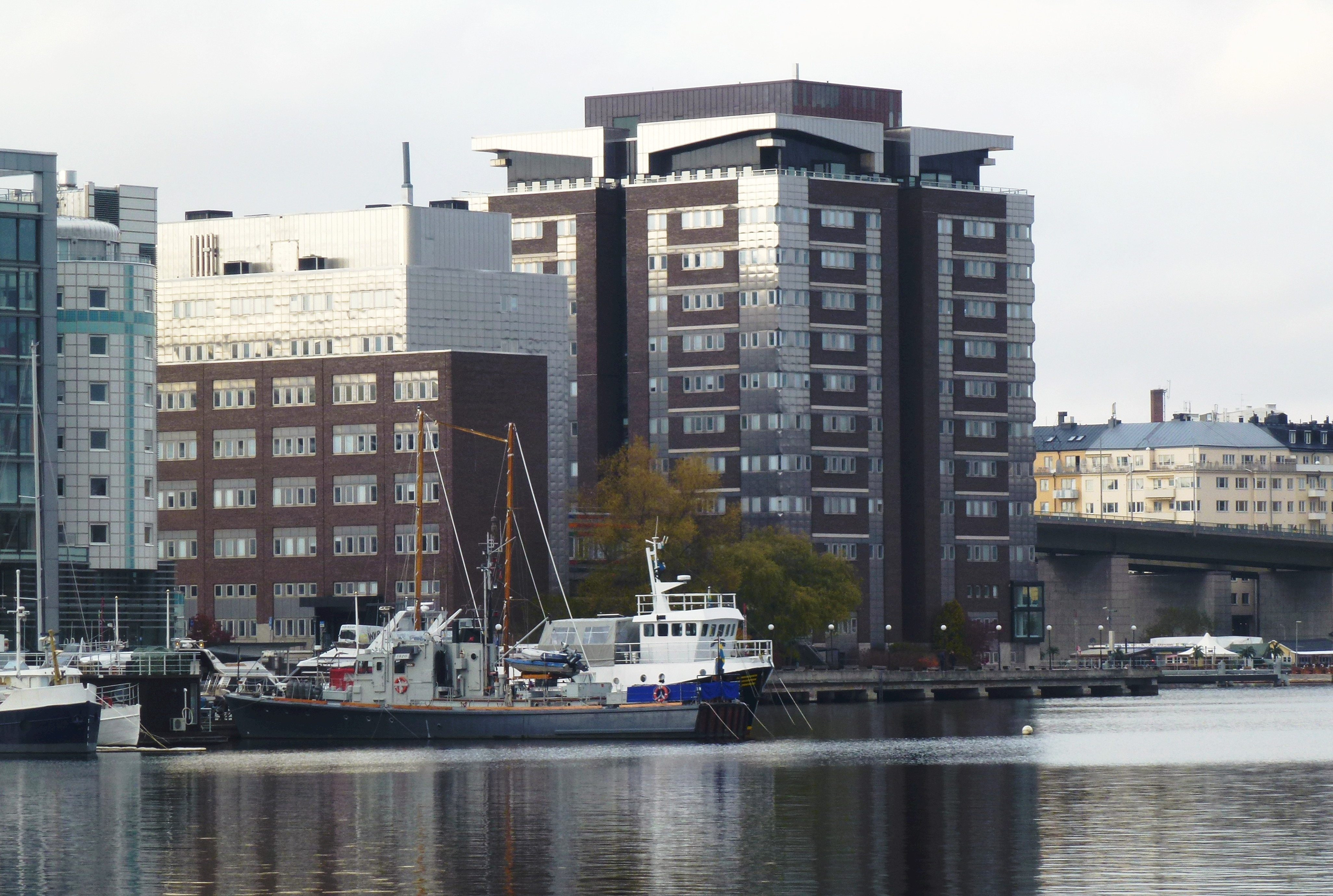
Marievik 15 i Liljeholmen, Stockholm
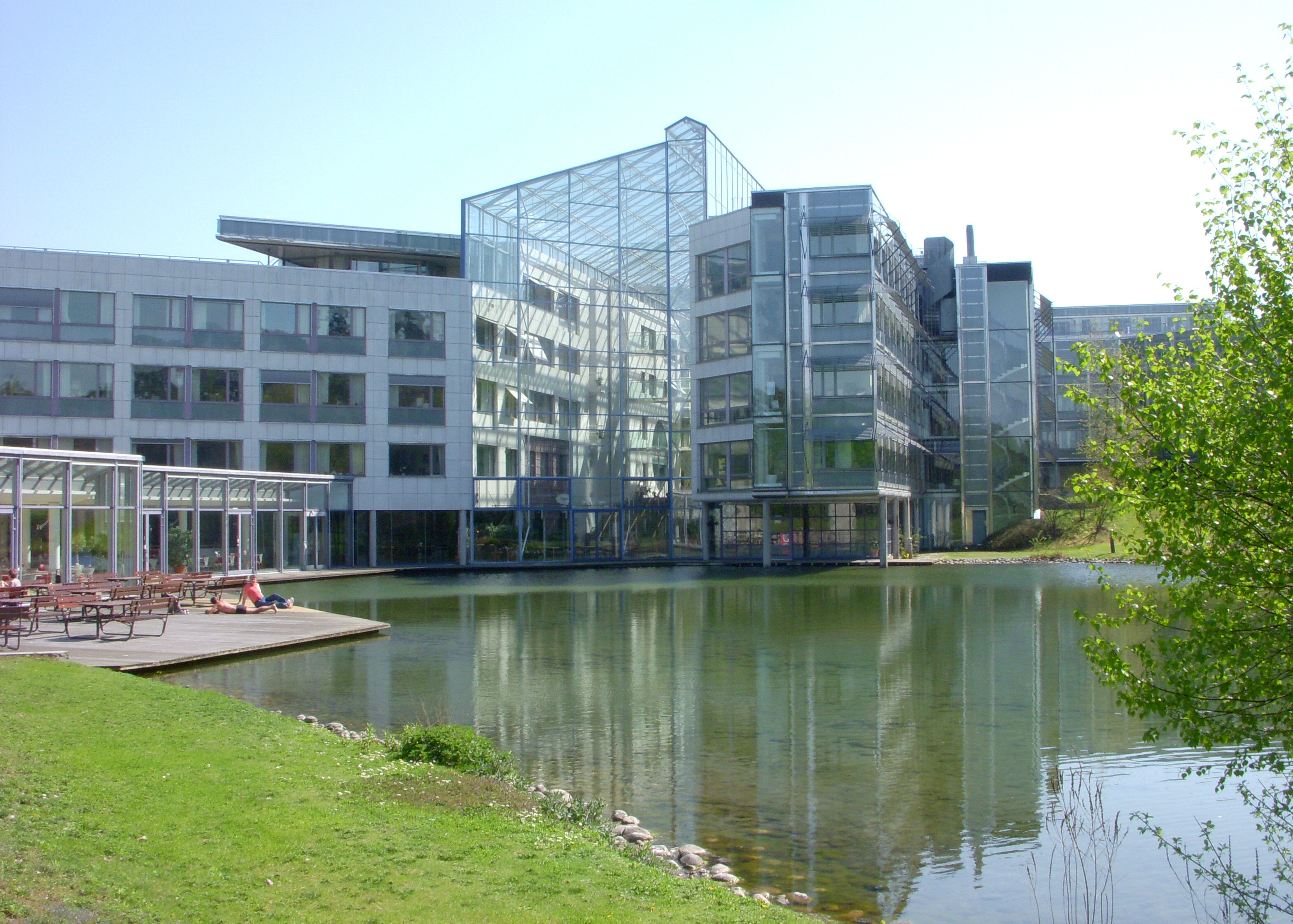
SAS koncernbyggnad i Solna